# 懷特克勞德
懷特克勞德是美国密歇根州紐威哥縣内的一座城市。根据2000年人口普查市内共有1,420名居民。它是紐威哥縣的县府。

## 地理
根据美国人口调查局的数据懷特克勞德的总面积为5.2平方公里，其中陆地面积5.0平方公里，水域面积0.2平方公里（占总面积的3.5%）。

## 人口
根据美国2000年的人口普查懷特克勞德有1,420名居民，分494个户和320个家庭。其人口密度为每平方公里284.1人。其中86.41%是白人、7.25%是美国黑人、1.06%是美洲土著人、0.28%是亚裔、0.14%是太平洋土著人、1.90%是其它人中、2.96%是混血儿。西班牙裔和拉丁美洲裔的人占4.65%。
市内的494个户中有33.0%有18岁以下的未成年人、42.7%是结婚夫妇、17.4%是带孩子的单身妇女、35.2%不是家庭、30.8%是单身汉、14.8%有65岁以上的老年人。平均每户2.47人。家庭的平均大小为3.07人。
市内的人口结构为26.9%在18岁以下、11.1%在18至24岁之间、29.5%在25至44岁之间、19.1%在45至64岁之间、13.4%在65岁以上。平均年龄为34岁。女子对男子的性别比为100：104.9。18岁以上的成年人的性别比为100：111.0。
市内每户的平均年收入为24,313美元，家庭的平均年收入为31,797美元。男子的平均年收入为28,417美元，女子的平均年收入为22,417美元。人均年收入为12,369美元。19.1%的家庭和21.8%的居民生活在贫困线以下，其中包括29.7%的未成年人和13.0%的老年人。
43°33′01″N 85°46′19″W / 43.55028°N 85.77194°W